# Eltrombopag
Eltrombopag es un medicamento utilizado en el tratamiento de la púrpura trombocitopénica idiopática, la anemia aplásica y la trombocitopenia en personas infectadas por el virus de la hepatitis C.

## Mecanismo de acción
Es un fármaco agonista del receptor de trombopoyetina (TpoR) que provoca la activación de la vía de señalización JAK-STAT y, en consecuencia, la proliferación y la diferenciación de megacariocitos en plaquetas. Además, se ha observado que en personas con anemia aplásica, estimula la hematopoyesis de las tres series (roja, blanca y plaquetaria) y que este efecto puede mantenerse meses después de haberse dejado de administrar.